# Purpercochoa
De purpercochoa (Cochoa purpurea) is een zangvogel uit de familie Turdidae (lijsters).

## Verspreiding en leefgebied
Deze soort komt voor van de Himalaya tot noordelijk Vietnam en noordelijk Thailand.